# Exode des Juifs des pays arabes et musulmans

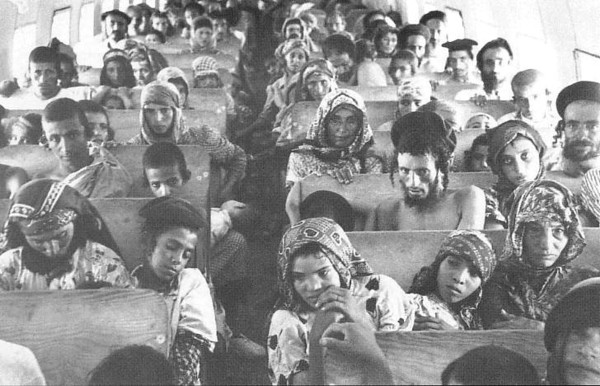
Réfugiés juifs yéménites évacués vers Israël lors de l'opération Tapis volant (1949-1950).

L'exode des Juifs des pays arabes et musulmans fait référence à l'émigration contrainte d'environ 800 000 Juifs hors des pays arabes et musulmans au XXe siècle, plus particulièrement après la création d'Israël en 1948 et l’indépendance de nombreux pays arabes.
Cet exode marque la fin d'une présence souvent plurimillénaire, notamment en Irak ou en Égypte. Plusieurs facteurs expliquent cet exode : les persécutions dans le contexte du conflit israélo-arabe, dont les pogroms, l'antisémitisme, les expulsions et l'instabilité politique. Mais aussi des facteurs politiques tels que la montée du nationalisme arabe qui mène, lors de la décolonisation, à l'exclusion sociale de certaines populations minoritaires, développement concomitant du sionisme qui pousse certains Juifs à s'installer en Israël par idéal politique et/ou religieux, paupérisation qui conduit les Juifs à rechercher un avenir meilleur à l'étranger, ainsi que l'identification des Juifs aux puissances coloniales qui incite certains à rejoindre les métropoles au moment de la décolonisation. Les pays d'accueil de ces Juifs sont principalement Israël, où près de 600 000 d'entre eux, soit 75 %, émigrent, et les pays occidentaux : France, Italie, Royaume-Uni, mais aussi le Canada, les États-Unis ou le Brésil.(voir notamment sur ce sujet les travaux de source et de synthèse effectués par Shmuel Trigano: l'exclusion des juifs de pays arabes; la fin du judaïsme en terre d'islam; voir aussi Bat Yeor et l'étude sur la condition sociétale des juifs et des chrétiens en terre d'islam avant et pendant la colonisation, et la conséquence de la décolonisation sur ces populations: Chrétientés d'orient entre Jihad et Dhimmitude, et son autre livre The Dhimmi, voir aussi Pierre Vermeren: le choc des décolonisations.
Bien que des migrations des Juifs des communautés d'Afrique du Nord et du Moyen-Orient aient commencé à la fin du XIXe siècle, celles-ci ne menacent la pérennité des communautés qu'au début de la guerre israélo-arabe de 1948. Dans les quelques années qui suivent, entre 500 000 et 600 000 Juifs des pays arabes « émigrent, sont poussés à la fuite ou sont expulsés ». Parmi ces derniers, la majorité (260 000 entre 1948 et 1951 ; 600 000 au total jusqu'en 1972,) s'installent en Israël ; le restant se réinstallant en France, au Royaume-Uni et dans les autres pays occidentaux. La plupart des membres de la communauté juive d’Égypte fuit durant la crise du canal de Suez et dans les autres pays d'Afrique du Nord dans les années 1960. Après la guerre des Six Jours en 1967 et la guerre du Kippour en 1973, la majorité des communautés juives à travers le monde arabo-musulman, ainsi que du Pakistan et l'Afghanistan, ont disparu. La dernière vague se produit en Iran dans les années 1979-1980, à la suite de la révolution iranienne.

## Histoire

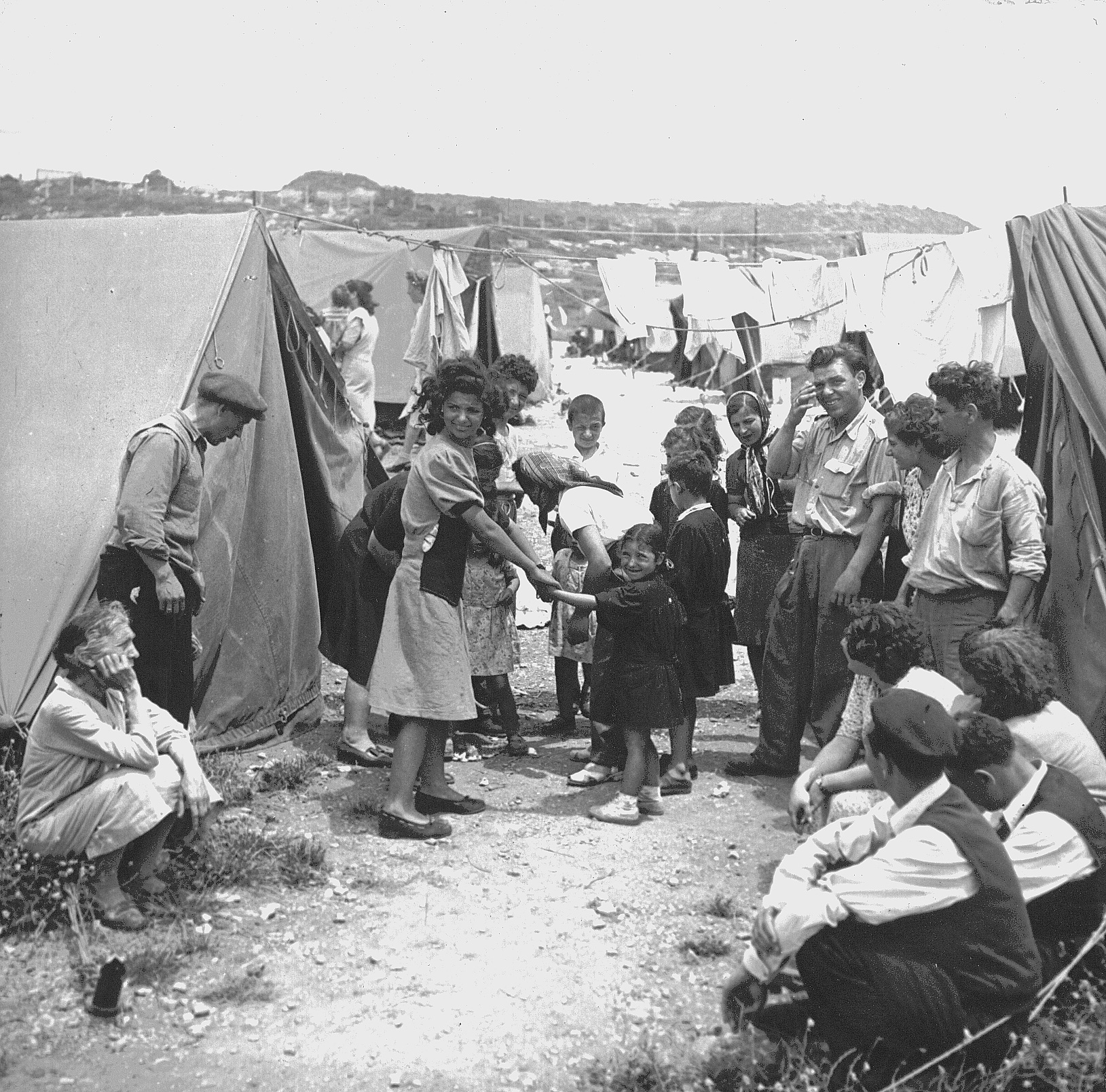
Camps d'immigration et de transit, ma'abarot,,.

En 1922, la Société des Nations confia aux Britanniques un mandat en Palestine, occupée dès fin 1917 par l'armée britannique, dont un des buts est d'y faciliter l'immigration juive et d'y établir un « foyer national juif », faisant suite à l'engagement des Britanniques affirmé dès novembre 1917 lors de la déclaration faite par Lord Balfour, alors ministre des affaires étrangères du Royaume-Uni envers le mouvement sioniste. Mais 25 ans de conflit en Palestine entre Arabes musulmans et chrétiens d'une part, et sionistes juifs d'autre part, mirent un terme au mandat, et amenèrent l'ONU à voter en faveur du partage du pays le 29 novembre 1947 en deux États, l'un juif, l'autre arabe et en une zone internationale, fixée à Jérusalem et aux communes limitrophes. La saisine de l'O.N.U. fait suite aussi à la volonté exprimée des Britanniques dès fin 1946 de quitter la Palestine et de faire gérer ce que l'on appelait alors « le problème de la Palestine » par des structures internationales plus à même de gérer la fin du mandat britannique.
Dès le 30 novembre 1947, au lendemain du vote fait par l'O.N.U., qui avait suivi l'avis de sa Commission Spéciale relative à la Palestine, qui avait été créée en mars 1947 et qui avait enquêté notamment sur place, le conflit s'enflamma. Le pays entra en guerre civile et cette guerre civile eut un bilan d'environ 18 000 morts (environ 6000 Juifs tués, et 12000 Arabes de Palestine tués). À la suite de ces événements, succéda la première guerre israélo-arabe le 15 mai 1948 quand Israël déclara son indépendance de façon unilatérale le 14 mai 1948. Aucun pays arabe voisin ne voulait reconnaître l'État juif naissant et les armées de la Jordanie, de l'Égypte, de Syrie et de l'Irak envahirent la Palestine, pour protéger le droit des palestiniens, à la suite notamment du massacre de Deir Yassin du 9 avril 1948. Les armées des pays arabes étaient aidés par des Arabes palestiniens, organisés en petites bandes armées, indépendantes les unes des autres.
Ce premier conflit ouvert entre Israéliens et Arabes provoqua l'exode d'environ 700 000 Arabes palestiniens, dans le contexte de l'application du plan Daleth, visant à expulser les arabes palestiniens,dont les descendants devinrent réfugiés.
La fin des empires coloniaux britanniques et français a également entraîné la construction d’États arabes indépendants. Dans d’autres cas, par exemple en Algérie, l’accession à l’indépendance a provoqué l’émigration des populations juives (en Algérie, les populations juives avaient reçu la nationalité française dès le décret Crémieux en septembre 1870 contrairement aux populations musulmanes, qui attendent pour devenir Français l'ordonnance du général de Gaulle en 1944, pour les hommes et seulement en 1958, pour les femmes). Après juillet 1962, la quasi-totalité des juifs d'Algérie (plus de 85 %) gagnèrent la France métropole, au même titre que la population d’origine européenne.
Près de 870 000 Juifs vivaient encore en 1948 dans les territoires qui allaient devenir des États arabes indépendants. Les communautés d’Afrique du Nord augmentèrent avec l’afflux des Juifs persécutés dans la péninsule Ibérique à partir du XVe siècle. Les relations avec les populations arabes ont été bonnes ou mauvaises suivant les lieux et les époques.
Un cas particulier est celui des Juifs marocains sous le sultan du Maroc Mohammed V (qui se proclame Roi à compter de l'indépendance du pays en 1956) durant la Seconde Guerre mondiale alors que le pays était sous le protectorat français dirigé par Vichy. Robert Assaraf estime qu'il est « évident [que] Mohammed V a sauvé des vies juives » ; le sultan a refusé de livrer les Juifs marocains aux nazis et le Maroc est devenu « [un refuge] pour les nombreux juifs d'Europe centrale, qui [fuyaient] les persécutions ». Cependant, selon Georges Bensoussan, la protection des Juifs par Mohammed V ne serait qu’une légende dorée, construite tant par les Juifs marocains mal accueillis dans un État d’Israël majoritairement dirigé par des Juifs ashkénazes, que par leurs anciens voisins musulmans désireux de mettre le départ des Juifs sur le compte de la propagande sioniste ; la mesure de protection dont auraient bénéficié les Juifs du Maroc ne résulterait en réalité que de la volonté affichée du sultan alaouite de démontrer au régime de Vichy son plein pouvoir sur ses sujets. Le sultan du Maroc signa également des dahirs instaurant une discrimination envers ses sujets juifs et n'empêcha pas l'installation de « camps de concentration [de prisonniers] » pour les Juifs et les étrangers. Après la guerre, l'attitude de la communauté juive marocaine était en définitive divisée à son égard et « seules les franges les plus pauvres [restèrent] liées au sultan ».
Durant le conflit entre 1947 et 1948, certains des Juifs de certains pays arabes furent l’objet de persécutions et leurs biens furent confisqués.
Il y eut des pogroms (massacres) anti-juifs à Aden, en Égypte, en Libye, en Syrie, au Yémen et en Irak,.
Une série de pogroms avait déjà éclaté auparavant dans plusieurs capitales : en Irak en 1941 (le Farhoud, équivalent local du pogrom) à Tripoli en Libye : le pogrom de 1945 et celui de 1948, au Maroc (notamment les pogroms d'Oujda et Jérada en 1948), en Syrie en 1944 (la majeure partie des Juifs quitta alors le pays) lors du pogrom d'Alep en 1947 et le pogrom d'Aden la même année. En Irak, en 1948, le sionisme fut rangé dans la catégorie des crimes d’opinion, passibles de sept ans de prison et d’une amende. Dans un premier temps, il fut interdit aux Juifs de quitter le pays, pour ne pas renforcer Israël[réf. souhaitée]. Puis, entre mars 1950 et août 1951, des transferts furent menés, ceux qui partaient perdant leur nationalité et étant dépossédés de leurs biens.[source insuffisante]

## Par pays

### Afghanistan
Il y avait environ 5 000 Juifs en Afghanistan en 1948. En 1951, ils ont le droit d'émigrer en Israël et seuls 300 restent. À la suite de l'invasion soviétique de l'Afghanistan de 1979 la plupart partent, il ne reste qu'une dizaine d'entre eux à Kaboul. Le dernier, Zebulon Simentov, quitte le pays à la suite de la victoire des talibans en 2021.

### Algérie

#### Colonisation française
L'Algérie est colonisée par la France à partir de 1830 et est directement intégrée à la métropole par la départementalisation en 1848. Les Juifs sont libérés du carcan de la dhimma et deviennent, sauf ceux du Sud collectivement Français par l'application du décret Crémieux en 1870. De ce fait, les Juifs algériens vont fortement lier leur identité à leur nationalité française et seront « presque totalement hermétiques à l’activité sioniste ». Il s'agit là d'une spécificité des Juifs algériens par rapport aux communautés voisines de Tunisie et du Maroc où le sionisme rencontrera plus de succès.
Durant la période de colonisation, des émeutes antijuives éclatent sporadiquement au sein de la population musulmane. À Oran en 1897, des Arabes sont payés pour piller les maisons juives. Les émeutes dramatiques de Constantine en août 1934 font 25 morts parmi les Juifs et trois Arabes tués par la police, et révèlent l'impuissance « suspecte » des autorités.
La population juive est à la veille de la guerre d’Algérie surtout présente dans les grandes villes, en particulier Alger et Oran. En 1953, 21 % des médecins, 18 % des dentistes, 16 % des avocats et 18 % des fonctionnaires sont juifs.

#### Guerre d'Algérie
Lorsqu’éclate la guerre, la communauté s’oriente d’une manière générale vers une attitude attentiste. Les organisations communautaires font preuve d’une extrême modération, refusant de prendre politiquement parti, attachées aussi bien à la nationalité française qu'au principe d'égalité des droits pour tous.
La déclaration du premier novembre 1954 du FLN invite toutes les populations de n’importe quelle confession à lutter contre l’armée française. En 1956, un appel est lancé aux Juifs d’Algérie, les invitant à rejoindre la cause nationaliste, mais les institutions juives essayent d'éviter de prendre position tout en affirmant : « Nous sommes français, nous sommes républicains, nous sommes libéraux, nous sommes juifs ».
Cependant, des assassinats et des attentats touchant les dirigeants mais aussi la communauté juive, la profanation et la destruction de synagogues sont imputées aux populations musulmanes. Elles réduisent les sympathies potentielles des populations juives envers le mouvement national algérien. Parmi les exactions subies par les Juifs : la profanation en 1960 de la synagogue d’Alger ainsi que du cimetière d’Oran, l’agression contre le rabbin de Batna en 1955, l’incendie dans une synagogue à Oran en 1956, le meurtre du rabbin de Nedroma en 1956, le meurtre du rabbin de Médéa en 1957, la projection d’une grenade dans une synagogue de Boghari, Bousaada, le saccage de la synagogue de la Casbah à Alger en 1961, des attentats dans les quartiers juifs en 1957, 1961 et 1962 à Oran et Constantine. Le 2 septembre 1961, l'assassinat d'un coiffeur juif à Oran entraîne représailles et contre-représailles entre Juifs et Arabes.
La mort de Cheikh Raymond Leyris, le beau-père d’Enrico Macias, musicien de maalouf apprécié tant des Juifs que des musulmans, assassiné à Constantine le 22 juin 1961, constitue un tournant symbolique pour nombre de Juifs d’Algérie.
À partir d’avril 1962, la presque totalité des 140 000 est rapatriée en France. Partis comme la majorité des Français d’Algérie en catastrophe, ils bénéficient comme les autres rapatriés de la « solidarité nationale ». Ils se fondent dans un premier temps dans la masse des Pieds-Noirs auxquels ils s’identifient et ce n’est que peu à peu que leur identité spécifique resurgit. Le nombre de localités françaises avec une communauté juive organisée passe de 128 en 1957 à 293 en 1966.
La communauté juive de la métropole fait jouer la solidarité communautaire en faveur des nouveaux arrivants. L'arrivée des Juifs d'Algérie et plus généralement des Juifs d'Afrique du Nord donne une nouvelle vigueur au judaïsme français, traditionnellement ashkénaze, en voie rapide d'assimilation, qui avait été durement éprouvé par la Seconde Guerre mondiale. Petit à petit et malgré les réticences, les Juifs d'Algérie prennent leur place dans les institutions juives. En 1981, René Samuel Sirat, originaire de Bône est élu grand-rabbin de France, un peu plus d'un siècle après que le grand-rabbin de France a été nommé Grand-rabbin de France et d'Algérie.

#### Après l'indépendance
Le contexte du conflit israélo-arabe va contribuer à envenimer les relations entre les musulmans et les Juifs d’Algérie dans les années qui vont suivre. L'indépendance de l'Algérie est proclamée le 5 juillet 1962, et en octobre, on ne compte plus que 25 000 Juifs en Algérie, dont 6 000 à Alger. En 1971, il n'en reste plus qu'un millier. En 1975, la Grande synagogue d’Oran, comme toutes les autres, est transformée en mosquée. À l’instar de nombreux cimetières chrétiens, beaucoup de cimetières juifs sont profanés. En 1982, on compte encore environ 200 Juifs, la guerre civile algérienne des années 1990 provoque le départ des derniers membres de la communauté.
Si peu de Juifs d’Algérie ont émigré en Israël en 1962, une émigration lente vers Israël existe depuis lors et on estime qu'environ 25 000 Juifs d'Algérie ont émigré en Israël depuis 1948.

### Djibouti
Une petite communauté juive d'origine yéménite se forme à Djibouti après l'établissement de la colonie française en 1884. Majoritairement artisans, ils sont un peu plus d'une centaine en 1921. Après la création d'Israël en 1948, le nouvel État juif organise au printemps 1949 l'opération Tapis volant visant à transporter 45 000 Juifs du Yémen en Israël. Les Juifs de Djibouti sont inclus dans l'opération et partent pour Aden. Des Arabes de Djibouti auraient alors appelé dans des prêches les Issas, l'une des ethnies principales de la colonie, à ne pas racheter leurs biens. Cependant, après le départ des Juifs, plusieurs de leurs propriétés sont occupées par des Arabes.

### Égypte
À la suite d'une série de lois sur la nationalité entre 1950 et 1956, les Juifs égyptiens deviennent apatrides, la nationalité égyptienne leur étant retirée selon la loi pénalisant toute personne engagée « dans des actions en faveur d’États ennemis » ou n’ayant pas de relations avec l'Égypte.
Dès 1945, ils sont victimes de mesures discriminatoires, telles que l'exclusion de la fonction publique, la mise sous tutelle des écoles juives pour « égyptianiser et arabiser » leurs programmes, l'obligation aux organisations communautaires de transmettre à l’État la liste de leurs adhérents et l'expulsion des Juifs résidant dans les palais du roi Farouk. En 1947, une loi sur les sociétés commerciales, visant à « l'égyptianisation des affaires publiques et commerciales », exige que « 75 % des employés [soient] de « vrais » Égyptiens (arabes ou musulmans) ». De ce fait, une majorité de Juifs perdent leurs moyens de subsistance. En juin 1948, il leur est interdit de quitter l’Égypte pour Israël et en 1950, les passeports sont retirés à ceux qui partent pour l’étranger. En février 1949, leurs biens sont mis sous séquestre. Entre 1945 et 1952, des émeutes anti-britanniques et antisémites accompagnées de pillages éclatent dans plusieurs villes. À la suite de la proclamation de l’État d’Israël le 14 mai 1948, un millier de Juifs sont internés pour sionisme. En 1956, une des répercussions immédiates de la campagne de Suez est la publication, le 23 novembre 1956, d'une proclamation mentionnant que tous les Juifs sont des sionistes et des ennemis de l'État et qu'ils seront bientôt expulsés. Quelque 25 000 Juifs, soit à peu près la moitié de la communauté, quittent l'Égypte pour s'installer en Europe, notamment en France, aux États-Unis et en Amérique du Sud, mais un grand nombre émigre aussi en Israël, après avoir signé une déclaration mentionnant qu'ils quittent le pays volontairement et acceptent la confiscation de leurs avoirs. Un millier d'autres sont emprisonnés. Des mesures similaires sont prises à l'encontre des nationaux britanniques et français en représailles à la participation de leur pays à la guerre. Dans son introduction, Joel Beinin résume : « Entre 1919 et 1956, la totalité de la communauté juive, comme la société Cicurel, est transformée d'un atout national en une cinquième colonne ».
Après la guerre des Six Jours en juin 1967, de nouvelles mesures législatives ou réglementaires sont prises par le gouvernement égyptien et de nouvelles confiscations de biens pour les Juifs encore présents sur place sont effectuées. Selon Rami Mangoubi, plusieurs centaines de Juifs égyptiens sont arrêtés et emmenés aux centres de détention de Abou Za'abal et de Tura, où ils sont incarcérés et torturés pendant plus de trois ans. Le résultat est la disparition presque totale de la communauté juive d'Égypte ; moins de cent personnes y résident encore de nos jours. Dans leur majorité, les Juifs égyptiens sont partis vers Israël (35 000), le Brésil (15 000), la France (10 000), les États-Unis (9 000), et l'Argentine (9 000).

### Irak

#### Sous le royaume d'Irak

##### L'avant-guerre
La communauté juive du royaume d'Irak n'est guère sioniste et certains de ses membres prennent part au début du nationalisme arabe, comme les écrivains Murad Mikhael et Anwar Sha'ul.
Si le roi Fayçal Ier est favorable à un État multiconfessionnel, le nationalisme arabe y deviendra antisioniste, puis antisémite. Le roi meurt en septembre 1933. Dès 1934, des Juifs perdent leurs postes de fonctionnaire.
Dans tout le monde arabe des années 1930, la tension monte entre les communautés juives et arabes. « Le premier facteur en est le conflit en Palestine, qui entre 1936 et 1939 a dégénéré en rébellion ouverte contre le mandat britannique et l'entreprise sioniste ». Puis, de 1936 à 1939, une dizaine de Juifs sont assassinés et une synagogue est visée par un attentat à la bombe qui échoue lors de la fête de Yom Kippour en 1936. D'autres sont visées dans les années suivantes. Les dirigeants de la communauté sont priés de publier des déclarations antisionistes.
Le nationalisme arabe, avec des leaders tels les frères Sami et Naji Shawkat (premier ministre de novembre 1932 à mars 1933), est anti-anglais, antisémite : les Anglais gardent le contrôle d'une grande partie des pays arabes et les Juifs sont vus d'une part comme associés aux Anglais et d'autre part comme tous sionistes.

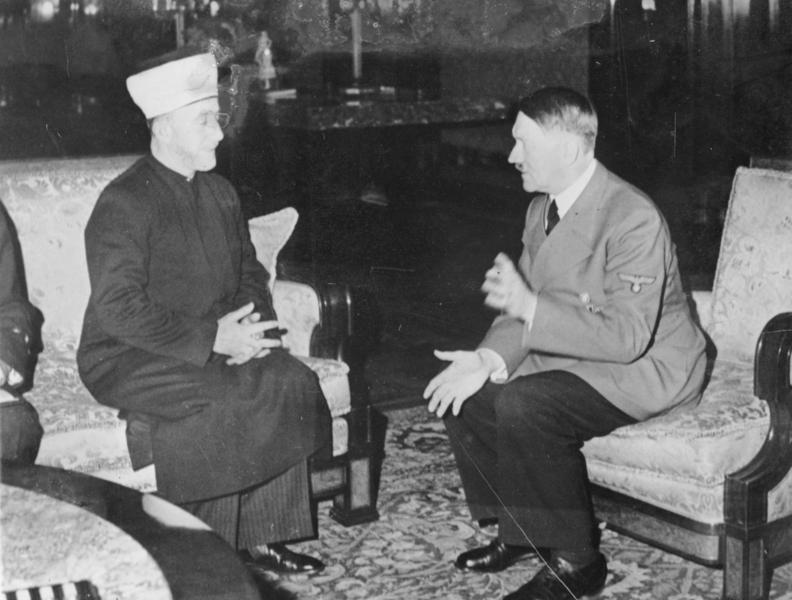
Amin al-Husseini avec Hitler en 1941.

Dès 1937, l'influence allemande devient notable en Irak. L'Allemagne est essentiellement appréciée en tant qu'ennemi des Britanniques. Cette alliance avec l'Allemagne, ennemi de l'Angleterre, permet aux nazis d'exporter l'antisémitisme européen dans le monde arabe. À la résistance au sionisme et à l'impérialisme, se mêle désormais un véritable antisémitisme. Baldur von Schirach, chef des Jeunesses hitlériennes est reçu par le roi Ghazi Ier et l'encourage à développer le modèle des Jeunesses hitlériennes. Il invite aussi une délégation irakienne à la convention du parti nazi de septembre 1938. En octobre 1939, c'est le grand mufti de Jérusalem, Amin al-Husseini, chassé par les Anglais, qui trouve refuge en Irak. En 1940, Rachid Ali al-Gilani devient premier ministre du royaume irakien et négocie son soutien à Hitler contre celui de l'Allemagne à l'indépendance des États arabes. Il doit démissionner en janvier 1941.

##### Le Farhoud
En avril 1941, un coup d'État chasse le régent d'Irak (le roi Fayçal II n'a alors que 6 ans) et son premier ministre Nouri Said. Rachid Ali al-Gillani reprend le pouvoir. Churchill décide de reconquérir l'Irak, paraissant remettre en cause son indépendance. Pendant la guerre anglo-irakienne, des agressions antisémites violentes ont lieu dont celle du village de Sandur qui fait 10 victimes juives.
Le farhoud a lieu entre la fuite de Rachid Ali et le retour du régent, le 1er et 2 juin 1941, pendant la fête de Chavouot. Ce jour-là, les juifs célébrèrent également la chute du gouvernement pro-allemand de Rachid Ali et le retour du régent Abd al-Ilah considéré par beaucoup comme un ennemi des Irakiens. Cette joie est vue comme une provocation. Il s'ensuit un pogrom (farhoud en arabe) où, outre les viols et les pillages, 135  à   180 Juifs sont tués et plus de 500 blessés.
Le soutien des Juifs à la politique anglaise, une attitude britannique douteuse et la propagande nazie seraient des raisons à ces événements. Le gouvernement irakien, sommé de ne pas impliquer les Britanniques, pointera surtout du doigt la propagande nazie dans la police et l'armée, l'influence du mufti et de radios palestiniennes. Les Juifs irakiens imputent l'événement à des extrémistes nationalistes influencés par le nazisme. Plusieurs musulmans meurent également pendant ces événements en protégeant des Juifs.
Si un millier de Juifs quittent alors l'Irak, la plupart pour l'Inde (la Palestine leur est interdite d'accès par les autorités irakiennes qui refusent leur départ et par les Anglais qui ont en 1939 refusé l'arrivée de nouveaux Juifs entrant en Palestine, par crainte de nouvelles révoltes arabes), le retour au pouvoir de Nouri Said permet aux Juifs de Bagdad de retrouver leur prospérité commerciale, même si le farhoud les marque durablement. Le gouvernement irakien les indemnise pour les dommages subis.
Les dirigeants de la communauté juive prônent l'apaisement mais certains, parmi les jeunes de la communauté, ne les suivent pas : quelques-uns basculent dans le communisme. En 1945, les communistes créent une ligue antisioniste interdite après seulement 6 mois car communiste. Plusieurs de ses dirigeants sont pendus par les autorités irakiennes en tant que… sionistes. En 1947, un Juif, Yahuda Siddiq, dirige même le parti pendant quelque temps.
Un plus grand nombre, plusieurs centaines au plus, devient sioniste, d'autant plus que le mouvement sioniste commence à envisager et même à favoriser l'immigration de Juifs des pays arabes en Palestine. Malgré les efforts des Juifs palestiniens, guère plus de quelques dizaines de Juifs émigrent vers la Palestine de 1942 à 1947.
Mais, à partir de 1947, de nouvelles mesures visent les Juifs d'Irak : interdiction d'acheter des terres appartenant à des Arabes, dépôt de 1 500 livres sterling pour tout voyage à l'étranger. Cependant, quand l'ONU vote le 29 novembre 1947 le partage de la Palestine entre Juifs et Arabes, le grand-rabbin d'Irak, Sassoon Kadoorie, déclare rejeter le sionisme et soutenir les Arabes de Palestine. Malgré la participation des Juifs aux manifestations antisionistes, une synagogue de Bagdad est incendiée le 27 avril 1948.
En juin 1948, la Wathbah (en), une insurrection principalement dirigée contre les Britanniques, rassemble les deux communautés, notamment grâce à la participation de Juifs communistes. Certains sionistes parlent même d'une formidable solidarité. Cela aurait pu panser les plaies du Farhoud. Cependant, la défaite des Arabes face aux Israéliens à la fin de la première guerre israélo-arabe en 1948 mine les relations entre Arabes et Juifs irakiens.

##### Après l'indépendance de l'État d'Israël
La proclamation de l'État d'Israël, le 14 mai 1948, accentue la pression sur les Juifs d'Irak, aussi bien de la part des Irakiens qui se déclarent en état de guerre avec le nouvel État d'Israël que de la part des sionistes. Les fonctionnaires juifs doivent quitter le gouvernement, les Juifs n'ont plus le droit de quitter le pays ni de faire des transferts de devises. En août 1948, un riche homme d'affaires, Shafiq Ades est arrêté et exécuté pour trafic d'armes vers Israël.
En mars 1950, une loi irakienne portant dénaturalisation des juifs est promulguée permettant aux Juifs d'émigrer. En 1950 et 1951, des attentats à la bombe d'origine controversée visent des bâtiments juifs et causent la mort de 6 Juifs. Trois Juifs sont trouvés coupables, dont deux sont exécutés bien que l'accusation ne produise pas de preuves. En mars 1951, les Juifs anciennement citoyens devenus « dénaturalisés » sont spoliés de tous leurs biens. Malgré une hostilité certaine d'une partie des Juifs ashkénazes envers les Juifs des pays arabes, l'État d'Israël organise alors l'opération Ezra et Néhémie par laquelle l'ensemble de la communauté irakienne, soit environ 110 000 personnes, se réfugie en Israël. Au début, le pont aérien fut organisé entre Bagdad et Chypre mais lui succédèrent ensuite des vols directs entre Bagdad et l'aéroport de Lod près de Tel-Aviv. Une grande partie des Juifs irakiens dut séjourner pendant quelque temps dans les camps de réfugiés créés par Israël connus sous de le nom hébreu de Ma'abarot.
Dès 1952, il ne reste plus que quelques milliers de Juifs en Irak qui vont se heurter à une hostilité grandissante des autorités et de la population.

#### Sous la république d'Irak
La proclamation de la république d'Irak en 1958 empire encore la situation des quelques Juifs restant en Irak. La vente de propriétés leur est interdite et ils sont assujettis à une carte d'identité particulière de couleur jaune. La situation s'aggrave encore après la guerre des Six Jours après juin 1967 et surtout après l'arrivée au pouvoir du parti Baas en juillet 1968. Le 27 janvier 1969, quatorze Irakiens — dont neuf juifs — sont pendus en public à Bagdad, pour « complot sioniste ». Leurs cadavres restent exposés pendant plus de vingt-quatre heures, tandis que de hauts responsables s'adressent, sur fond de gibets, à une foule de 200 000 personnes ». Sous la pression internationale, le régime irakien laisse les derniers Juifs partir en 1970.
En 2008, il resterait une dizaine de Juifs à Bagdad, seuls témoignages vivants de la plus ancienne communauté de la diaspora et de celle à laquelle le judaïsme doit une majeure partie de sa doctrine, dont le Talmud. Il faut aller en Israël pour retrouver les Juifs irakiens. On peut citer Dalia Itzik, présidente de la Knesset de 2006 à 2009 et à ce titre, présidente par intérim de l'État d'Israël en 2007 et Ovadia Yossef, ancien grand-rabbin séfarade d'Israël.

### Liban

#### Fidélité au Liban
Le Liban est le seul pays arabe dont la population juive a augmenté après la Déclaration d'indépendance de l'État d'Israël en 1948. À la suite de la guerre israélo-arabe de 1948-1949 et à la création de l’État d’Israël, des mouvements de migrations vers le Liban en provenance des pays environnants avaient, paradoxalement, renforcé la présence juive au Liban. En effet, la majorité des Juifs libanais affichaient un certain scepticisme envers la vie dans un kibboutz ou dans un moshav et envers l’État d’Israël en général (certains Juifs libanais ont servi dans l’armée libanaise durant la guerre de 1948), malgré les efforts de certains mouvements de recrutement sionistes locaux. Cette méfiance était confortée par le sentiment de pleine appartenance à la « nation » libanaise. La guerre et l’amalgame entre « juifs » et « sionistes » ont contraint cette communauté à adopter un profil bas (célébrations discrètes des fêtes religieuses, démission des deux officiers juifs de l’armée libanaise, restriction de la liberté d’expression, etc.). La question des Juifs libanais combattant dans l'Armée Libanaise durant la Guerre de 1948 a suscité de houleux débats au Parlement.

#### Émigration de la communauté vers l'Europe et l'Amérique
La désintégration de la nation libanaise à travers la multiplication des conflits interconfessionnels eut pour effet l’affaiblissement de l’autorité de l’État. L’incapacité à protéger les membres de la communauté encouragea les atteintes répétées envers les personnes et les intérêts juifs : harcèlement de professeurs accusés de prêcher le sionisme, commerçants menacés. Angoisse, insécurité et pessimisme sont devenus le quotidien des Juifs du Liban. La communauté n’eut d’autre choix que d’organiser l’émigration. La destination favorite des expatriés n’était pas Israël mais certains pays européens et américains (France, Italie, États-Unis, Canada). Le déclenchement de la guerre civile de 1975 contribua à la détérioration d’une situation déjà critique. L’emplacement géographique de Wadi Abou Jmil, au sein de la zone de conflit militaire, exposait la communauté aux risques d’enlèvement d’otages. La vie des Juifs libanais n’était plus la même. La plupart des centres religieux, culturels et commerciaux étaient contraints de fermer.

### Libye

#### Colonisation italienne
La conquête italienne de la Libye en 1911 a une grande influence sur la communauté juive de Libye, tant sur le plan culturel qu'économique, en dépit de sa brièveté. Les attitudes varient selon le niveau social : l’élite juive, souvent d'origine européenne, s’italianise et adopte en grande partie les usages du colonisateur tandis que le reste de la population juive, plus pauvre et marginalisée, en particulier dans les campagnes, demeure très traditionaliste et conserve un mode de vie beaucoup plus proche de celui des musulmans. La période italienne voit aussi le développement du mouvement sioniste en Libye. Des relations s'établissent avec le sionisme italien auquel le mouvement sioniste local est subordonné, mais aussi directement avec le Yichouv palestinien. Le nombre d'adhérents à des mouvements sionistes n'est que de 300 dans les années 1930, mais l'influence sociale du sionisme sur les communautés est conséquente. Les idées sionistes sont propagées à travers l'enseignement, les cours d'hébreu moderne, l'accès croissant à une presse juive publiée à l'étranger ou localement et la fondation de clubs sportifs.

#### Administration britannique
Après la défaite italo-allemande en Libye face aux troupes alliées durant la Seconde Guerre mondiale, le territoire est gouverné par la British military administration (BMA) de 1943 à 1951. La population, tant juive qu'arabe, vit la mise en place de la nouvelle administration comme une libération. Pour les Arabes, l'après-guerre signale la fin du colonialisme italien. Pour les Juifs, l'arrivée de la VIIIe armée britannique, qui compte en son sein des soldats de la brigade juive palestinienne, met fin à une période de discrimination antisémite et permet un renouveau communautaire. On assiste aussi à une embellie des relations entre Juifs et Arabes, particulièrement dans les campagnes et chez les élites.
Le rôle des unités juives se révèle fondamental dans la réorganisation de la communauté éprouvée par la guerre car leurs soldats développent les activités sionistes, ouvrent des écoles et établissent une organisation d'autodéfense reprenant le nom et la structure de la Haganah palestinienne. Leur action est particulièrement importante à Benghazi où la communauté, internée pendant la guerre, compte de nombreux indigents. Le Joint apporte son aide financière aux Juifs libyens.
Cependant, l'embellie est de courte durée. Les Britanniques, contrairement aux Italiens, ne se préoccupent pas d'investir en Libye. Ainsi, dès 1944, une crise économique éclate. Les relations entre Juifs et Arabes pâtissent de la conjoncture économique et des incertitudes quant au futur politique de la Tripolitaine et de la Cyrénaïque. La montée du nationalisme arabe chez les musulmans, et du sionisme chez les Juifs augmente les antagonismes entre ces communautés. Les autorités britanniques, craignant de mécontenter les Arabes, mettent un frein à l'aide dispensée par les soldats de la brigade juive à leurs coreligionnaires.
En 1945 éclate le pogrom de Tripoli puis s'étend au reste de la Tripolitaine. En tout, on compte 130 victimes juives. Ce massacre est considéré comme l'élément déclencheur de l'exode des Juifs libyens dans les années qui vont suivre. Il est en rapport étroit avec les événements en Palestine, selon F. Abécassis et J.-F Faü, : "à Tripoli, l'anniversaire de la déclaration Balfour se solde par le massacre de 130 Juifs libyens".
L'adoption du plan de partage de la Palestine par les Nations unies le 29 novembre 1947 favorise les tensions en Libye. Des commerces juifs sont pillés à Benghazi et des membres de la communauté caillassés. À Tripoli, des émeutes ont lieu en février 1948 durant lesquelles trois civils dont un Juif sont tués. Les Juifs des campagnes rejoignent les villes afin d'être mieux protégés.
Les émeutes de juin 1948 sont directement liées au contexte international. Alors que la guerre israélo-arabe de 1948-1949 a débuté le 15 mai 1948, après la déclaration d'indépendance d'Israël, des volontaires d'Afrique du Nord francophone se sont mis en route pour la Palestine. Cependant, début juin, l'Égypte leur ferme ses frontières stoppant ainsi ces hommes en Libye. Environ 200 Tunisiens pressés d'en découdre se retrouvent bloqués à Tripoli. Leur présence, la montée des tensions au Proche-Orient ainsi qu'une situation économique difficile, sont des facteurs qui vont s'additionner pour conduire à une nouvelle explosion de violence contre la communauté juive. Cette fois-ci cependant, la communauté est mieux préparée aux attaques et son système d'autodéfense (Hagana) permet de réduire le nombre de victimes. Quatorze Juifs sont tués, vingt-trois blessés. Les autorités procèdent à l'arrestation de neuf Juifs et soixante-huit Arabes. Parmi ces derniers, seuls neuf sont de Tripoli et sept de Tunis.
Le 16 juin 1948, des incidents surviennent à Benghazi en Cyrénaïque. Plusieurs Juifs sont battus, un commerce pillé et une synagogue brûlée. Un homme succombe à ses blessures. La police parvient à faire revenir l'ordre, instaurant un couvre-feu et interdisant le port d'armes. Malgré une amélioration des relations judéo-arabes dans la région, la situation de la minorité juive reste précaire dans les campagnes. Cette instabilité se traduit par la conversion forcée de jeunes femmes juives.

##### Départs en masse
En 1949, on compte entre 35 000 et 36 000 Juifs dans l’ensemble du pays, 30 000 en Tripolitaine, dont 22 000 à Tripoli et le reste réparti entre 17 bourgades et villages de la côte et des montagnes de l'arrière-pays. Parmi ces Juifs « ruraux », on compte une communauté de 500 Juifs troglodytes vivant au côté des berbères ibadites du djebel Nefoussa. Le reste des Juifs, environ 5 000, vit en Cyrénaïque, très majoritairement à Benghazi, la capitale régionale.
Avant 1943, seuls 500 Juifs libyens ont fait leur Alya. Le mouvement s’accélère après-guerre : entre 1946 et 1948, près de 3 500 Juifs quittent la Libye via des réseaux clandestins mis en place par les émissaires de l'Agence juive ; l’exode en masse a lieu à partir de 1949. 90 % des 36 000 Juifs libyens émigrant en Israël entre cette année et 1952. La fulgurance des départs s'explique par l'effet d'annonce de la levée des restrictions sur l’émigration en Israël exercées par la BMA, par les incertitudes quant au futur d'une Libye indépendante, par l'efficacité de la préparation en amont effectuée par les émissaires sionistes puis israéliens et par l'hostilité croissante de la population musulmane qui se manifeste entre autres durant les pogroms de 1945 et 1948.
Dès mars 1949, l'Agence juive prend directement en charge l'immigration. Elle ouvre une antenne dirigée par Baroukh Douvdevani à Tripoli où la majorité des Juifs s'inscrit. Des luttes intestines existent à cette époque entre les différents départements de l'Agence juive, affiliés à des partis politiques antagonistes. En Libye, les émissaires liés au Mizrahi, un parti sioniste religieux, entravent avec l'aide des Juifs libyens le travail des émissaires du Mapaï dont l'idéologie socialiste et séculière, est réprouvée par les locaux qui restent largement traditionalistes. De ce fait, le Mizrahi obtient un quasi-monopole sur la gestion de l'émigration des Juifs Libyens, cas unique en Afrique du Nord.
En raison des dangers auxquels l'Agence juive estime qu'ils sont exposés et pour faciliter leur émigration, décision est prise de regrouper fin 1949 les Juifs de l'arrière-pays tripolitain et de Cyrénaïque dans des camps à Tripoli. Avant leur départ, les Juifs bénéficient de l'assistance médicale du JOINT et de l'OSE, deux organisations caritatives internationales juives. Beaucoup sont dans un mauvais état de santé, souffrant de trachome, tuberculose ou dermatophytose à un état avancé. Afin que les biens des migrants ne soient pas vendus en dessous de leur valeur à des Libyens, l'Agence juive monte une compagnie, la CABI, chargée d'effectuer des paiements en avance aux Juifs et de retarder les ventes. Du fait des difficultés à transférer d'importants fonds à l'étranger, la minorité aisée de la communauté libyenne choisit de rester sur place.
Pour la seule année 1949, plus de 14 000 personnes font leur Alya, soit 45 % du total des Juifs libyens. Les communautés de l'intérieur sont liquidées. Les départs qui se font principalement par bateau, s'effectuent dans une atmosphère chargée de mysticisme religieux et d'enthousiasme messianique. Sur les navires qui les emmènent vers le port de Haïfa, les Juifs entonnent souvent le cantique de la mer (Exode 15:1-19).
| 1948 | 1949  | 1950 | 1951 | 1952 | 1953 |
| --- | ----- | ---- | ---- | ---- | ---- |
| 1064 | 14352 | 8818 | 6534 | 1146 | 224  |
| Source : (en) Devorah Hakohen, Immigrants in turmoil : mass immigration to Israel and its repercussions in the 1950s and after, 2003 (lire en ligne), p. 267 |       |      |      |      |      |

#### Monarchie libyenne
Après l'indépendance de la Libye, le 24 décembre 1951, les activités de l'Agence juive dans le pays se poursuivent avec des effectifs réduits jusqu'en décembre 1952, date à laquelle les autorités libyennes ferment la représentation israélienne.
Le roi Idris se montre lui-même plutôt bienveillant à l'égard de la minorité juive, mais les forces nationalistes influencées par l'idéologie panarabiste et le contexte des conflits israélo-arabes poussent le gouvernement à prendre des mesures de plus en plus restrictives à l'égard de la population juive. En 1954, les liaisons postales avec Israël sont interrompues et les Juifs libyens ne sont plus autorisés à se rendre en Israël alors que ceux qui y ont émigré, sont interdits de séjour en Libye. Les clubs sociaux et sportifs juifs sont fermés. Un boycott des commerces juifs débute en mars 1957. Les Juifs sont harcelés par les autorités qui inspectent leurs logements pour vérifier qu'ils n'entretiennent pas de correspondance avec Israël. L'organisation de la communauté de Tripolitaine est dissoute en 1958, un commissaire musulman étant chargé de gérer les affaires de la communauté. L'école de l'Alliance israélite universelle ouverte depuis 1890 est fermée subitement en 1960. Le début des années 1960 est marqué par l'établissement d'autres mesures restrictives ; un décret dispose que tous ceux qui veulent s'engager dans des transactions commerciales doivent au préalable être munis d'un certificat de nationalité libyenne, document que les musulmans obtiennent sans difficulté mais qui est refusé aux Juifs. Le droit de vote leur est dénié, ils ne peuvent ni servir dans la fonction publique, ni dans l'armée, ne peuvent obtenir de nouvelles propriétés. Le gouvernement s'octroie le droit de saisir certains de leurs biens fonciers. Si un Juif veut partir à l'étranger, il doit le faire avec un document n'indiquant pas son origine libyenne et sans droit de retour. Les autorités du pays font aussi pression sur les compagnies pétrolières qui affluent en Libye à la suite de la découverte d'importantes ressources en hydrocarbures en 1958 pour qu'elles n'emploient pas de Juifs.
À la veille de la guerre des Six Jours, il reste entre 4 500  et   6 500 Juifs en Libye, la plupart habitent la capitale, Tripoli. Bien que la dégradation de leur situation depuis l'indépendance les ait préparés à l'éventualité d'un départ, le contexte de la guerre de 1967 qui voit la victoire fulgurante des Israéliens face à une coalition de pays arabes, prend de court la communauté. Dans les mois précédent la guerre, les discours enflammés de Gamal Abdel Nasser, le président égyptien qui appelle à la libération de la Palestine, et qui sont retransmis par la Voix des Arabes galvanisent l'opinion publique libyenne. À partir du 2 juin, le Jihad contre les Juifs est prêché dans les mosquées, le gouvernement déclare la semaine du 5 au 12 juin « semaine pour la cause palestinienne » et les Juifs sont sommés de contribuer à la levée de fonds initiée à cette occasion.
Le 5 juin, la journée débute normalement pour les familles juives mais à 9 heures du matin, la radio annonce que la guerre a été déclenchée. Les Juifs font alors tout pour se réfugier chez eux. Les manifestations programmées dans le cadre de la semaine pour la Palestine dégénèrent en émeutes antijuives. En quelques heures, les commerces des Juifs et des Italiens situés dans la vieille ville de Tripoli sont détruits par le feu. Les familles juives sont souvent séparées, les émeutes ayant surpris les Juifs sur leurs lieux de travail ou d'étude, et elles le restent parfois plusieurs semaines. La police, à peine équipée de bâtons, se montre incapable de maîtriser la situation ; l'état d'urgence et un couvre-feu sont instaurés. Ce jour-là, 60 % des biens de la communauté sont détruits et on évalue à une dizaine le nombre de Juifs assassinés. Afin de ramener le calme, le gouvernement décide de regrouper les Juifs de Tripoli dans un camp à 4 km de la ville pour les protéger des émeutiers, ils y reçoivent la visite de la Croix-Rouge. À Benghazi, où il ne reste à cette époque plus que 300 Juifs, des mesures similaires sont prises ; pour les protéger des manifestants qui ont mis à feu leurs commerces, ils sont regroupés dans une caserne. Entre le 6 et le 9 juin, les exactions continuent, des synagogues sont détruites et des Juifs sont assassinés ; deux familles sont entièrement massacrées. Le président de la communauté décide de faire appel au mufti de Tripoli afin qu'il envoie des messages d'apaisement et, bien qu'il ne reçoive pas de réponse, les prêches prononcés le vendredi 9 juin ont diminué en violence.
Après consultation des responsables de la communauté, son président Lillo Arbib fait une demande auprès du gouvernement afin que les Juifs puissent être évacués temporairement car leur sécurité ne peut toujours pas être garantie sur place. La proposition est immédiatement acceptée par les autorités que cette demande arrange car elles savent que le départ de la minorité juive est l'unique moyen de pacifier la situation. Le 20 juin, le service des migrations donne une réponse positive après avoir produit au plus vite les documents de voyage nécessaires et la police se rend auprès des Juifs pour distribuer les visas de sortie. Les départs s'effectuent surtout par des vols réguliers ou charters de la compagnie Alitalia mais aussi à bord de navires. En théorie, les Juifs sont autorisés à retourner en Libye une fois les troubles terminés mais en pratique, seuls quelques Juifs évacués parviennent à retourner temporairement en Libye pour évaluer l'étendue de leurs pertes et les biens qui leur restent. L'UNHCR n’accorde le statut de réfugié qu’à quelques dizaines de personnes. L'évacuation a lieu entre le 26 juin et juillet ; les déplacés sont accueillis dans deux camps en Italie, l'un à Latina près de Rome et l'autre à Capoue. Certains d'entre eux repartent immédiatement pour Israël.

#### Régime Kadhafi
Lorsque le colonel Kadhafi prend le pouvoir en 1969 après un coup d'État contre le roi Idris Ier, il reste moins de 600 Juifs en Libye. Les conséquences de son arrivée au pouvoir vont se faire rapidement sentir pour le restant de la communauté. On recense plusieurs cas de Juifs battus et jetés en prison sans raison. Tous les biens fonciers des Juifs sont confisqués et on leur promet une compensation illusoire. Les dettes contractées auprès d'eux sont annulées et leur émigration est officiellement interdite. Cependant, des Juifs parviennent à s'exfiltrer hors du pays et, en 1974, il n'en reste plus que vingt en Libye.
Le gouvernement de la République arabe libyenne va aussi s'attacher à effacer les traces de la présence juive dans le pays. Le quotidien El-Raid, la voix officielle du nouveau régime indique dès 1969 : « C'est un devoir inévitable pour les conseils municipaux de Tripoli, Benghazi, Misurata, etc., de faire disparaître leurs [ceux des Juifs] cimetières immédiatement, et de jeter les corps de leurs morts, qui même dans le repos éternel souillent notre pays, dans les profondeurs de la mer. Là où leurs corps impurs reposent, ils devraient ériger des édifices, des parcs et des routes. Seulement ainsi, la haine du peuple arabe libyen contre les Juifs peut être apaisée. ». Le régime suit cette politique, faisant détruire les quatre cimetières juifs de Tripoli, ceux de Benghazi et de Misurata, sans même prévenir les familles des défunts afin qu'elles aient la possibilité de transporter les corps. Dans la même lancée, 78 synagogues sont transformées en mosquées ou dans le cas de la Grande synagogue de Benghazi en église copte.
En 2002, celle que l'on croit être la dernière Juive du pays, Esmeralda Meghnagi, meurt. La même année, on découvre que Rina Debach, une femme octogénaire que sa famille, vivant en Italie, tient pour morte, vit encore dans une maison de retraite libyenne. Son départ marque officiellement la fin de la longue présence juive en Libye.

### Maroc

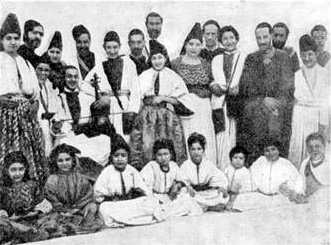
Juifs de Fès vers 1900.

En 1948, 18 000 Juifs marocains quittent le pays pour Israël. Il s'ensuit un exode de quelques milliers de Juifs par an au début des années 1950. Les organisations sionistes encouragent alors l'émigration vers Israël qui est interdite par décret royal en 1956. L'identification croissante du Maroc avec le monde arabe, et la pression sur les établissements d'enseignement juifs à s'arabiser culturellement, accroissent les craintes des Juifs marocains. En conséquence, l'émigration vers Israël bondit de 8 171 personnes en 1954 à 24 994 en 1955, augmentant encore en 1956.
Cependant, après avoir obtenu son indépendance de la France en 1956, le premier gouvernement du Maroc indépendant interdit à sa population juive de quitter le territoire, en refusant d'accorder des passeports. L’émigration entre alors dans une phase clandestine. Par bateau d'abord, jusqu'au naufrage le 10 janvier 1961 de l'Egoz, un bateau transportant 44 migrants, qui a chaviré et noyé tous ses passagers. Puis par ruse, avec l'Opération Mural dirigée par David Littman, qui exfiltra 530 enfants.
La publicité négative associée à ces incidents incitent le roi Mohammed V à autoriser discrètement l'émigration juive, en particulier dans le cadre de l'Opération Yachin négociée par le Mossad israélien entre novembre 1961 et le printemps 1964. Environ 18 000 Juifs quittent le Maroc pour Israël à partir de Casablanca et de Tanger via la France et l'Italie. Toutefois, un certain nombre d'entre eux s’installent en France, au Canada et aux États-Unis plutôt qu'en Israël. Des indemnités furent versées au Maroc pour « la perte des Juifs »,. Durant les trois années suivantes, plus de 70 000 Juifs ont quitté le pays.
En 1967, on ne dénombrait plus que 50 000 d'entre eux, puis 25 000 en 1970. En 2001, ils n’étaient plus que 5 230 pour environ 250 000 à 265 000 en 1948,[source insuffisante].

### Syrie
Entre 1942 et 1947, du fait d'une poussée de l’antisémitisme suscitée par la montée du nationalisme arabe et l’indépendance syrienne environ 4 500 Juifs syriens émigrent en Palestine[source insuffisante]. À cette époque, la communauté juive syrienne compte plus de 30 000 personnes. En décembre 1947, à la suite du vote des Nations unies en faveur du partage de la Palestine mandataire, le Pogrom d'Alep a lieu dans le quartier juif de la ville. 75 Juifs sont massacrés et plusieurs centaines blessés, la grande synagogue et des centaines d'habitations et de magasins sont incendiées et détruites. Dans la foulée de ce pogrom, la moitié de la population juive de la ville prend la fuite et environ 4 500 d'entre eux émigrent en Israël,. En août 1949, la synagogue Menarsha de Damas subit une attaque à la grenade qui fait une douzaine de morts dont huit enfants et de nombreux blessés,. Cette attaque coïncide avec la Conférence de Lausanne qui a suivi les accords d'armistice de 1949 signés entre la Syrie et Israël. Une attaque simultanée frappe de nouveau la Grande synagogue d'Alep et fait aussi de nombreuses victimes.
Malgré l'exode des Juifs des autres pays arabes, les Juifs syriens se voient interdire de quitter le pays. Dans le même temps, le gouvernement syrien commence à imposer des restrictions sévères à la population juive qui subsisteront plusieurs décennies. Après la guerre des Six Jours en 1967, les restrictions sont accrues et un nouveau massacre faisant 57 victimes a lieu à Kameshli. Un couvre-feu leur est imposé dans cette ville, à Damas et à Alep pendant huit mois. Puis, leur liberté de mouvement est limitée et ils ne sont plus autorisés à travailler pour le gouvernement ou dans des banques. Les comptes bancaires sont gelés ; Il leur est interdit d'acquérir un permis de conduire et d'acheter des biens fonciers ; beaucoup perdent leurs emplois ; les écoles juives sont fermées et remises aux musulmans ; les voyages à l’étranger leur sont aussi interdits ; dans des cas d'urgences médicales ou d'impératif commercial, une caution est exigée et la famille retenue en otage. La construction de la nouvelle route vers l'aéroport de Damas conduit à la destruction du cimetière juif de cette ville. Les quartiers juifs sont sous surveillance constante de la police secrète, qui est aussi présente dans les synagogues lors des mariages, Bar Mitsvah et autres événements communautaires. Leurs contacts avec des étrangers sont surveillés, les téléphones sur écoute et le courrier est lu par la police secrète,. [source insuffisante]

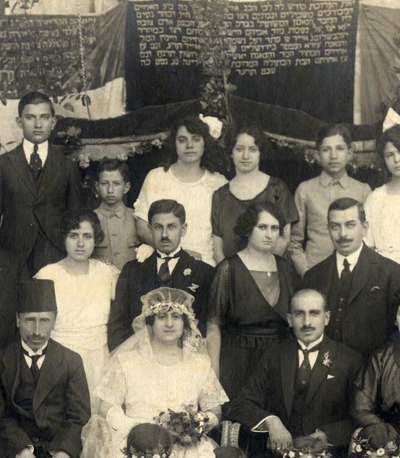
Mariage juif à Alep en 1914.

De nombreux Juifs syriens tentent de s’échapper par le Liban qui leur permet le libre passage à travers son territoire sur le chemin vers Israël. De ce fait le gouvernement syrien confisque les passeports des Juifs, ce qui conduit le gouvernement libanais à annoncer qu'il ne permettra plus le transit via le Liban sans documents de voyage. Les membres de la famille de ceux qui réussissaient à s’échapper pouvaient être emprisonnés et dépouillés de leurs biens. Ceux pris au cours de tentatives de fuites sont exécutés ou condamnés aux travaux forcés.

Les sœurs Zeibak et leur cousine, violées, assassinées et mutilées pour avoir tenté de fuir de Syrie vers Israël en 1974.

En 1974, quatre jeunes filles juives syriennes, trois sœurs de la famille Zeibak et leur cousine, sont violées, assassinées et mutilées après avoir tenté de fuir vers Israël. Leurs corps ainsi que les restes de deux jeunes Juifs aussi assassinés pour la même raison sont découverts dans une grotte au nord-ouest de Damas. Les autorités syriennes déposent les corps de tous les six dans des sacs devant les maisons de leurs parents dans le ghetto juif de Damas,.
Au Liban et en Turquie, se mettent en place des réseaux d'exfiltrations organisés par Israël. Du fait des atrocités commises envers les femmes juives fugitives, la plupart de ceux qui tentent de passer les frontières sont des jeunes hommes, en conséquence la proportion de femmes célibataires augmenta considérablement du fait de leur incapacité à trouver un mari. En 1977, Hafez el-Assad permet, à la demande de Jimmy Carter, à 300 jeunes femmes de quitter le pays. Dans la même période le gouvernement israélien lance l’« opération Couverture » au cours de laquelle des commandos de marine israéliens et des agents du Mossad font des dizaines d'incursions en Syrie pour en extraire des Juifs et les amener en Israël. Dans les années 1980, neuf rouleaux de la Torah ayant entre 700  et   900 ans sont sortis clandestinement et placés dans la bibliothèque de l'université hébraïque de Jérusalem,,. [source insuffisante]
En novembre 1989, le gouvernement syrien autorise l’émigration de 500 femmes juives célibataires supplémentaires. Lors de la conférence de Madrid de 1991, les États-Unis font pression sur la Syrie pour alléger les restrictions imposées aux membres de cette communauté se trouvant encore sur place et demandent qu'ils soient autorisés à émigrer aux États-Unis. En 1992, 4 000 Juifs obtiennent un permis de sortie ; parallèlement 1 262 autres réussissent à partir secrètement pour Israël et seulement 300 Juifs restent encore sur place, principalement des personnes âgées[source insuffisante]. De 2000 à 2010, 41 personnes quittent la Syrie. En 2005, le département d'État des États-Unis a estimé la population juive syrienne à 80 personnes[source insuffisante].
Après la Guerre civile syrienne et la montée de l’État islamique, la majorité des Juifs restants de Syrie ont fui vers les pays voisins d’Israël. La guerre civile syrienne diminue encore ce nombre, les réseaux humanitaires juifs ayant réussi à évacuer une famille entière vers Israël en 2014. Cette guerre provoque également la destruction de synagogues considérées comme patrimoine historique précieux,.En novembre 2019, il n’y avait plus de Juifs connus dans le pays.

### Tunisie

#### Période coloniale
Pendant la période du protectorat français, jusqu'en 1956, les éléments traditionalistes, hostiles au « modèle français » et à l’assimilation, se tournent plutôt vers le sionisme qui émerge alors en Europe. En 1910, la première organisation sioniste, Agoudat Tsion (Union sioniste), est fondée à Tunis. Cette idéologie pénètre dans toutes les couches de la communauté via l’implantation pendant l’entre-deux-guerres de plusieurs courants luttant notamment contre les institutions communautaires : les sionistes de tendance laïque et socialistes (Tzéïré-Tzion et Hachomer Hatzaïr), les sionistes de droite (Parti sioniste révisionniste et son organisation de jeunesse Betar), les sionistes religieux (Agoudat Israel, Torah Va'Avodah et son organisation de jeunesse Bnei-Akiva, Daber Ivrit à Djerba), les sionistes généraux (Organisation sioniste de Tunisie) et les sionistes indépendants (Tseirey o'avey Tsion  à Sfax). À l’opposé des autres tendances, le sionisme est reconnu officiellement et organisé en associations et en partis. Malgré les importantes difficultés dans les relations entre ces divers courants, douze organisations sionistes s’unifient en 1920 dans une Fédération sioniste de Tunisie, reconnue par les autorités du protectorat, et largement dominée par son aile révisionniste. Associant parfois les notables communautaires à son action, elle développe notamment des mouvements de jeunesse et l’enseignement de l’hébreu, permettant ainsi le développement d’une identité politique et sociale moderne, mais ne cherche pas à promouvoir l’émigration des Juifs vers la Palestine qui reste inexistante.
Les mesures discriminatoires imposées par l'Axe contre les Juifs sont abolies dès la reconquête de la Tunisie par les Alliés à compter de fin 1943 et la communauté juive bénéficie dans l'immédiate après-guerre de conditions favorables à son essor. Elle connaît une période de plénitude dans tous les domaines.
Alors que l’émancipation avant-guerre était surtout représentée par l'adoption de la culture et des idéaux portés par la France, elle passe davantage après-guerre par le sionisme. Cette idéologie se diffuse au travers de publications locales telle La Gazette d’Israël (1938-1951) et La Voix d’Israël (1943-1946). Des cours d’hébreu moderne sont organisés par la communauté de Tunis, et des jeunes émigrent dès 1945 pour aller grossir les effectifs des pionniers d’Israël. Après l’indépendance d’Israël, et surtout à partir du milieu des années 1950, l’émigration vers Israël ou la France devient massive au sein de la communauté - l’alya des Juifs tunisiens étant d’abord organisée par le Mossad le-'Aliyah Bet qui mène ses activités avec l’accord des autorités du protectorat. En dépit de l’absence de statut légal, il permet à près de 6 200 personnes d’émigrer vers Israël en 1948 et 1949. Au début de l’année 1950, le département de l’émigration de l’Agence juive le remplace et reçoit un statut légal. D’autres départements de l’agence, engagés dans l’éducation au sionisme, l’émigration des jeunes et le mouvement scout, sont aussi actifs. Un autre est chargé de mettre en place des formations d’autodéfense afin que les futurs émigrés puissent protéger leurs communautés contre les violences dont elles pourraient être la cible.

Après l’émigration en Israël de leurs principaux responsables en 1952, ces départements sont démantelés mais reconstitués en 1955 par le Mossad et son bras armé, connu sous le nom de Misgeret. Shlomo Havillio, commandant en chef du Misgeret à Paris entre 1955 et 1960 et responsable des opérations au Maghreb, a admis plus tard que « les craintes initiales à propos d’éventuelles réactions des nationalistes tunisiens à l’égard des Juifs étaient beaucoup plus imaginaires que réelles […] La seule crainte pouvait venir de la présence de révolutionnaires dans la société tunisienne après l’indépendance ». Dans ce contexte, les dirigeants du Néo-Destour, s’ils ne sont pas favorables au sionisme, disent ne rien faire pour empêcher le départ des Juifs de Tunisie à destination d’Israël. Ainsi Habib Bourguiba déclare en août 1954 : 
« Les Néo-Destouriens s’opposent entièrement à l’antisémitisme et à la discrimination envers les Juifs de Tunisie. Ils sont pour l’égalité totale des droits […] Le gouvernement tunisien et les Néo-Destouriens feront tout pour assurer le bien-être des Juifs, mais si certains Juifs préfèrent émigrer pour telle ou telle raison en Israël, nous ne leur ferons aucune difficulté. »
Dès sa légalisation en Tunisie, l’Agence juive ouvre un bureau spécial à Tunis puis des annexes dans d’autres villes. Ces bureaux, animés par des Israéliens et des activistes juifs locaux, organisent l’émigration d’une majeure partie des populations juives des villes de Sousse, de Sfax et Tunis ainsi que des régions du sud du pays comme Ben Gardane, Médenine, Gafsa, Gabès et Djerba. Ce phénomène touche surtout les communautés plus traditionalistes et les plus pauvres qui n’ont rien à perdre. En tout, plus de 25 000 individus quittent le pays entre 1948 et 1955. Par conséquent, la communauté juive enregistre une diminution de 18,6 % en dix ans, dont 7,7 % dans la région de Tunis, 33,5 % dans le Nord, 26,9 % dans le centre, 38,9 % dans le Sud et 44,4 % dans l’extrême-Sud. Si les couches les plus populaires et les moins francisées partent pour Israël, l’élite intellectuelle se divise elle entre la France et Israël.

#### Indépendance
Après la proclamation de l’indépendance de la Tunisie sous la direction de Habib Bourguiba le 20 mars 1956, les autorités du pays s’attachent à intégrer les Juifs en abrogeant ce qui les sépare de leurs compatriotes musulmans : la Constitution de 1959 leur assure de pouvoir exercer librement leur religion et de ne subir aucune discrimination grâce à l’égalité proclamée de tous les citoyens sans distinction de race ou de confession. Le Code du statut personnel s’applique aux Juifs avec la loi du 27 septembre 1957 et réglemente dès le 1er octobre leur statut personnel en remplacement du droit mosaïque.
Un candidat juif est élu à l'Assemblée constituante de 1956 ; il est aussi élu dans la première Assemblée nationale en 1959 et réélu en 1964. Deux ministres juifs, Albert Bessis et André Barouch, sont aussi nommés dans les gouvernements de Tahar Ben Ammar et Habib Bourguiba. Néanmoins, l’exode de la population juive conduit les dirigeants à estimer que leur représentation cesse de se justifier : il n’y a donc plus de ministre juif dès 1959 et de député dès 1969. Même si l’émigration est autorisée, elle n’est pas encouragée par le gouvernement qui tente de décourager les artisans juifs, particulièrement les orfèvres, de quitter le pays.
Dans l’ensemble, la politique républicaine est libérale mais la situation économique et politique conduit au départ de la plupart des Juifs qui avaient choisi de rester dans leur pays après l’indépendance. Ainsi, la plupart des avocats affectés par l’arabisation du système judiciaire décident de s’établir en France où part leur clientèle, tout comme le font médecins et chirurgiens-dentistes. Quant aux fonctionnaires publics, ils sont tenus à l’écart de certains ministères — comme les Affaires étrangères, la Défense nationale et la Sûreté de l’État — et ne bénéficient pas toujours de la promotion qui découle de leur ancienneté et de leurs compétences. Par ailleurs, l’administration favorise systématiquement les entreprises détenues par des Tunisiens musulmans alors que le fisc contrôle et taxe davantage celles détenues par des Tunisiens juifs. Le virage socialiste pris par la politique économique du gouvernement finit d’étouffer ces dernières qui ont disparu pour la plupart au début des années 1970.
C’est dans ce contexte que la crise de Bizerte de 1961, conflit diplomatique et militaire entre la France et la Tunisie, entraîne la crainte de représailles et d’une brutale flambée d’antisémitisme à la suite de rumeurs indiquant que des Juifs avaient aidé les troupes françaises. Elle conduit en tout cas 4 500 personnes à quitter le pays en 1962,. Elle est suivie par une nouvelle vague encore plus importante après la guerre des Six Jours : des milliers de manifestants se répandent à Tunis, le 5 juin 1967, détruisent les magasins appartenant à des Juifs et mettent le feu à des lieux de culte, notamment la Grande synagogue dont les livres et les rouleaux de Torah sont la proie des flammes, sans toutefois qu’il n’y ait de violences contre les personnes. Malgré la condamnation des événements, les excuses et les promesses du président Bourguiba le soir même de préserver les droits et la sécurité de la communauté,, 7 000 Juifs supplémentaires émigrent vers la France et 2 362 vers Israël. En général, la population juive qui reste, environ 12 000 personnes (dont 10 000 de nationalité tunisienne) dont les trois quarts sont concentrés dans la région de Tunis au début des années 1970, est composée de bourgeois qui possèdent un patrimoine si important qu’il légitime leur présence en Tunisie, de membres de la classe moyenne persuadés de pouvoir continuer à exercer leur profession dans les mêmes conditions, de membres de l’intelligentsia voulant prendre part à la construction du pays et de personnes incapables de trouver une meilleure situation à l’étranger faute de moyens,.
En 1971, l’assassinat d’un rabbin en plein cœur de la capitale déclenche une nouvelle vague d’émigration. La guerre du Kippour en octobre 1973, l’Opération Paix en Galilée le 6 juin 1982, l’installation du quartier-général de l’Organisation de libération de la Palestine (OLP) à Hammam Chott après septembre 1982 et son bombardement par l’armée de l’air israélienne le 1er octobre 1985 sont autant d’événements favorisant de nouvelles vagues d’émigration. Des incidents ont lieu à plusieurs occasions, comme durant le Yom Kippour 1982 où des Juifs sont la cible d’attaques à Zarzis, Ben Gardane et Djerba, ou en octobre 1983 lorsque la synagogue de Zarzis est ravagée par un incendie attribué par la communauté juive à des groupes extrémistes arabes. En 1985, un soldat gardant la Ghriba de Djerba ouvre le feu sur des croyants et tue cinq personnes, dont quatre Juifs,.
La population tunisienne israélite passe ainsi de 34 400 en 1960 à 21 700 en 1965 et 10 000 en 1970. On estime leur nombre à 2 000 individus au début des années 1990 et à 1 500 en 2003.
Pour expliquer le départ des Juifs de Tunisie, Lucette Valensi rappelle que l’intégration à la société et à la culture dominantes n’était pas possible dans un État se proclamant arabe et musulman, une sécularisation ayant signifié la disparition de la communauté devenue une simple minorité. Même si, pour Claude Tapia, « attribuer des causes ponctuelles à ce vaste mouvement de population […] ne rend pas compte du phénomène dans la totalité de ses dimensions ou de sa signification », Catherine Nicault estime que c’est probablement « parce qu’ils n’ont pas cru possible d’échapper au courant d’une histoire partout défavorable aux minoritaires dans les nouvelles nations arabes en formation, plus que pour toute autre raison conjoncturelle, que les Juifs de Tunisie ont décidé finalement » de quitter le pays. Pour Haïm Saadoun, la situation au Proche-Orient a eu une influence marginale même si certains événements ont pu constituer un élément déclencheur du départ des Juifs. En réaction à ce départ émergent l’incompréhension et la perplexité des Tunisiens musulmans, d’où le chef d’accusation traditionnel de l’« ingratitude juive ».

## Dénombrement
| Pays          | 1948    | 1972    | 2010      | Plus récent     | Période de départ |
| ------------- | ------- | ------- | --------- | --------------- | ----------------- |
| Algérie       | 130 000 | 5 000   | 1 500     | <200 (2022).    | 1962              |
| Égypte        | 75 000  | 500     | 100       | 3 (2022)        | 1956              |
| Irak          | 150 000 | 500     | 8         | 4               | 1948-1951         |
| Iran          | 150 000 | 60 000  | 10 000    | 8 500           | 1948-1980         |
| Liban         | 5 000   | 2 000   | 20-40     | 29 (2018)       | 1962 - 1980       |
| Libye         | 38 000  | 50      | ≈0        | ≈0              | 1949 - 1951       |
| Maroc         | 265 000 | 30 000  | 7 000     | 5 000 (2023)    | 1948 - 1970       |
| Syrie         | 30 000  | 4 000   | 100       | ≈0              | 1948 - 1956       |
| Tunisie       | 105 000 | 8 000   | 900-1 000 | 1 000 (2019)    | 1948 - 1956       |
| Yémen et Aden | 55 000  | 500     | 330-350   | 1 (2023)        | 1948 - 1956       |
| Afghanistan   | 5 000   | 300     | 2         | 0 (depuis 2021) | à partir de 1951  |
| Total         | 818 000 | 110 750 | 32 100    | 12 005-12 057   | 1948 - 1980       |

## Accueil des réfugiés juifs
Au cours des 18 mois qui suivirent la Déclaration d'indépendance, 340 000 Juifs arrivent en Israël et au cours des trois premières années, l'immigration se monte à près de 650 000 personnes (une moyenne de 18 000 par mois). Entre le 15 mai 1948 et le 30 juin 1953 la population juive du pays double.
Le pays ouvre pour cela près de 125 camps de toile appelés ma'abarot qui accueillent plus de 200 000 personnes en 1951 et qui ne ferment définitivement qu'en 1963. Les immigrants sont également installés dans les villes ou quartiers conquis aux Arabes lors de la guerre, comme à Jaffa, Lod et Haïfa et dans des Moshav et kibboutz construits sur les ruines de villages arabes rasés, particulièrement dans les zones frontières.
La France accueille près de 3 000 réfugiés juifs d'Égypte en 1956 et surtout les pieds-noirs d'Algérie dont plus de 100 000 Juifs à l'été 1962.

## Reconnaissance
On estime qu’en 2005, il ne reste qu’environ 5 000 Juifs vivant encore dans des pays arabes. Dans la préface de L'Exode oublié : Juifs des pays arabes de Moïse Rahmani, le député européen François Zimeray affirme : « l’histoire est injuste et elle n’a pas retenu cet exode, que ni les gouvernements ni l’ONU n’avaient vu ».

## Réparations
En 2010, le parlement israélien passe une loi, exigeant des réparations en cas d'accords de paix avec les pays arabes.
En janvier 2019, la ministre de l'égalité sociale israélienne déclare : « Le moment est venu de corriger l'injustice historique des pogroms dans sept pays arabes et en Iran, et de rendre aux centaines de milliers de juifs qui ont perdu leurs biens ce qui leur revient de droit ».
Selon le journal israélien Israel Hayom, les juifs forcés de quitter les pays arabes et l'Iran ont laissé derrière eux 250 milliards de dollars en propriété privée (hors inflation). En 2019, un rapport du gouvernement israélien estime ce chiffre à plus de 150 milliards de dollars, ce qui en 2019 avec l'inflation représente 1500 milliards (ce chiffre ne prend pas en compte les réparations pour les victimes des massacres, des persécutions et de l'exode)

### Documentaire
- Pierre Rehov : Les réfugiés du silence (film)